# Arne (rivier)
De Arne is een voormalige rivier, mogelijk oorspronkelijk een getijdenkreek, in Nederland waaraan de stad Middelburg werd gesticht. 
De Arne verschafte de stad toegang tot het Sloe, een zijarm van de Westerschelde. Tussen 1266 en 1301 werd de Arne in Middelburg afgedamd en later verzandde de rivier. Vanaf 1532 werd daarom het circa drie kilometer lange Kanaal van Welzinge gegraven. Met de opening op 24 augustus 1535 kreeg Middelburg weer een bevaarbare verbinding met het Sloe en de Westerschelde.
Arnemuiden, dat aan de oorspronkelijke monding van de Arne ligt, dankt zijn naam aan dit riviertje.